# Daniel Tynell
Daniel Tynell, né le 6 janvier 1976 à Grycksbo,  est un fondeur suédois qui a remporté le marathon de ski Vasaloppet trois fois : en 2002, 2006 et 2009. 
Tynell a également remporté deux fois le König Ludwig Lauf.